# Тёмная половина
«Тёмная полови́на» (англ. The Dark Half) — роман американского писателя Стивена Кинга. Был опубликован в 1989 году.

## Сюжет
Действие происходит в небольшом городке Касл-Роке (штат Мэн).
Когда Тадеушу (Тэду) Бомонду было 11 лет, он страдал от ужасных головных болей, во время которых слышал голоса птиц. Когда Тэд в очередной раз пошёл в школу, он внезапно потерял сознание и после обследования в больнице врач поставил диагноз — доброкачественная опухоль мозга, но во время операции хирурги обнаруживают, что это не опухоль, а поглощённый (во время внутриутробного развития) брат-близнец Тэда. Во время операции в окна больницы пытаются прорваться огромные стаи воробьёв. Родителям Тэда, как и ему самому, не сообщили о брате-близнеце.
Прошло много лет. Тэд Бомонд вырос, женился и воспитывает двоих детей-близнецов Уильяма и Уэнди. Тэд стал успешным писателем; он пишет книги как под своим именем, так и под псевдонимом Джордж Старк, тщательно скрывая, что это псевдоним. Однажды после работы к Тэду подходит некто Фредерик Клоусон и начинает шантажировать оглаской, что Тадеуш Бомонд и Джордж Старк — один и тот же человек. Агент Тэда (Рик Коули) советует ему признаться, что он и есть Джордж Старк, а журналисты советуют Тэду «похоронить» Старка, что тот и делает, заказывая и устанавливая фальшивый надгробный камень с надписью «Джордж Старк — не самый приятный тип».
Через 2 дня находят мёртвым Гомера Гамиша (помощника Тэда по дому), а его грузовик угнан; полицейские вскоре находят грузовик и обнаруживают в нём отпечатки пальцев Тэда Бомонда. Тэда допрашивают, но он отвечает, что ничего не знает о произошедшем. Вскоре становится известно, что могила Старка кем-то раскопана. Затем Тэду на автоответчик приходит сообщение с последними словами Мириам (бывшей жены его агента Коули): «Тэд, не давай ему резать меня…». Третьей жертвой становится Майк Дональдсон, убитый опасной бритвой; само убийство похоже на то, которое совершил главный герой книги Тэда «Путь Мэшина», который и послужил прообразом для создания Джорджа Старка. Тэд понимает, что его альтер эго Джордж Старк мистическим образом воскрес и мстит ему, убивая всех, кто знал про псевдоним. Тэд сообщает шерифу Касл-Рока Алану Пэнгборну о своих подозрениях и предполагает, что следующей жертвой Старка станет Рик Коули — агент Тэда. К Рику приставляют охрану, но Старк всё же убивает его.
Затем Старк начинает преследовать Тэда, требуя, чтобы он и Тэд стали снова писать книги вместе. Параллельно Тэд узнаёт, что голоса птиц, которые он слышал в 11 лет, это голоса «психопомп», которые переносят души мёртвых в загробный мир. Тем временем Старк звонит Тэду и говорит, что похитил его жену Лизу и детей и отвёз их в загородный дом Бомондов. Тэд приезжает туда и видит, что тело разговаривающего с ним Старка начало разлагаться, но сам Старк говорит, что, когда он заменит Тэда, будет выглядеть гораздо лучше. Они оба поднимаются на чердак и начинают писать новую книгу. Тем временем шериф Алан Пэнгборн подозревает в похищении семьи Тэда самого писателя и, предположив, что Тэд спрятал их в своём загородном доме, едет туда.
Во время финальной схватки Тэда и Старка писатель дует в птичий манок и в дом врывается огромная стая воробьёв, которая разрывает Старка на куски и забирает с собой на небо.

## Публикация
По данным Publishers Weekly, по итогам 1980-х годов роман был продан тиражом в 1 500 000 экземпляров, что гораздо больше, чем другие произведения Кинга, опубликованные в те годы.

## Интересный факт
Воробьи в романе названы «психопомпами». Психопомп — эпитет греческого бога Гермеса.

## Отсылки к другим произведениям Кинга
- Шериф Алан Пэнгборн — один из главных героев романа «Нужные вещи».
- В начале четвёртой главы говорится об убийствах, которые происходили в Касл-Роке — это отсылка к роману «Мёртвая зона».
- В романе также упоминается, что предыдущий шериф Касл-Рока (Джордж Баннерман) был убит бешеным сенбернаром — это отсылка к роману «Куджо».

## Адаптации

### Экранизация
В 1992 году вышла одноимённая экранизация романа, снятая Джорджем Ромеро.

### Компьютерная игра
Одноимённая компьютерная игра по мотивам повести была выпущена в 1992 году компанией Capstone Software. Ещё одна The Dark Half: Endsville была анонсирована компанией E3 к выпуску в 1997 году, но так и не вышла 